# Pantech Curitel

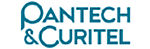

Pantech & Curitel es una empresa de Corea del Sur, especializada en la fabricación de teléfonos móviles. Pertenece al acrónimo grupo Pantech de Curitel. Inició sus actividades en 1991. 
En sus inicios fue suministradora de baterías de Sky Electronics, y en 2003 comenzó a fabricar teléfonos bajo la marca Pantech & Curitel. Actualmente se dirige principalmente a los mercados domésticos de Japón, Hong Kong, China, Europa, Australia, Taiwán, Estados Unidos, México, Latinoamérica y Canadá. Sus terminales se caracterizan por un cuidado diseño y que incorporan la última tecnología en móviles: pantallas OLED, conectividad Bluetooth, etc. Hasta la fecha, su principal tecnología patentada ha sido la CDMA (Code division multiple access), pero tiene planes de seguir investigando en el campo de la telefonía móvil.
A pesar de su juventud y de no pertenecer a ninguna gran empresa tecnológica, Pantech & Curitel tiene presencia en todo el mundo. Los terminales telefónicos de Pantech Curitel se comercializan en 25 países. Sus mercados principales son Extremo Oriente, Estados Unidos, México y Europa. Ahora está fusionada con SK Teletech y Sky Electronics.